# گرد اوسوالد
گرد اوسوالد (انگلیسی: Gerd Oswald; ۹ ژوئن ۱۹۱۹ – ۲۲ مهٔ ۱۹۸۹) کارگردان فیلم اهل ایالات متحده آمریکا بود.
وی تهیه‌کننده فیلم‌هایی همچون واحه، مأمور ه.ا.ر.م و ۵ انگشت بوده‌است.